# Ş
Ş, ş (S med cedille) er et bogstav, der indgår i en række tyrkiske sprogs alfabeter, herunder aserbajdsjansk, basjkirsk, kasakhisk, krimtatarisk, kurdisk, tatarisk, tjetjensk, turkmensk og tyrkisk.
Ş bruges sædvanligvis til at gengive lyden /ʃ/, (ustemt postalveolar frikativ).
| Sprog | Spire Denne artikel om sprog er en spire som bør udbygges. Du er velkommen til at hjælpe Wikipedia ved at udvide den. |